# Poliposi adenomatosa familiar
La poliposi adenomatosa familiar (PAF), també anomenada adenomatosi rectocòlica, poliposi familiar, poliposi familiar del còlon, poliposi familiar rectocòlica o poliposi rectocòlica familiar és una malaltia hereditària inclosa dins les síndromes de poliposi múltiple intestinal. La PAF es caracteritza per l'aparició d'una gran quantitat de pòlips benignes de caràcter adenomatós en el còlon i el recte durant la segona dècada de la vida que no provoquen símptomes. Tot i tenir caràcter benigne, cap a la tercera dècada de la vida els pòlips es malignitzen i acaben provocant càncer de còlon.

## Etiologia i bases moleculars de la malaltia
La PAF és causada per una mutació germinal en el gen APC (adenomatous polyposis coli), un supressor tumoral situat en el cromosoma 5q21. La mutació provoca que aquest supressor tumoral sigui disfuncional i que moltes cèl·lules intestinals presentin un creixement incontrolat.
La PAF presenta un fenotip diferent segons la localització de la mutació en el gen. D'aquesta manera, la poliposi greu (>1000 adenomes) es relaciona amb mutacions entre els codons 1250 i 1464; i mutacions en la resta del gen causen un fenotip intermedi (100-1000 adenomes).
L'aparició de manifestacions extracolòniques també està relacionada amb la localització de la mutació. Per exemple, la presència d'hipertròfia congènita de l'epiteli pigmentari de la retina (HCEPR) es relaciona amb mutacions entre els codons 311 i 1444 de l'APC i amb l'aparició de tumors desmoides amb mutacions després del codó 1444.

## Epidemiologia
La PAF es presenta amb una incidència d'1 cas cada 7.000-22.000 persones i és la segona causa més freqüent de càncer colorectal heretable. Els pacients tenen un 70% de risc de desenvolupar càncer colorectal 10 anys després de l'aparició dels primers pòlips. A més, també tenen un risc més elevat de patir altres tipus de càncer no colònics. Tot i això, el risc de patir càncer disminueix amb els programes de cribratge i tractament.

## Manifestacions clíniques
Els pacients no acostumen a presentar símptomes, però quan s'arriba a un cert nombre de pòlips, o quan es tornen malignes, apareixen símptomes com ara sang vermella i brillant a les femtes, femtes primes, diarrea o estrenyiment sense causa aparent, dolors, rampes o inflor abdominal, pèrdua continuada de pes, falta d'energia i anèmia. La PAF també pot presentar manifestacions extraintestinals com osteomes, anomalies dentals, hipertròfia congènita de l'epiteli pigmentari de la retina (HCEPR), tumors desmoides i càncers extracolònics.

## Classificació
En funció de la quantitat dels pòlips i dels gens afectats, la PAF es divideix en PAF clàssica i poliposi familiar atenuada. Aquesta darrera engloba dues variants: la poliposi adenomatosa familiar atenuada (PAFA) i la poliposi associada a MYH (PAM).

### Poliposi adenomatosa familiar clàssica
La PAF clàssica es caracteritza per la presència de més de 100 pòlips intestinals i sol manifestar-se durant l'adolescència. De mitjana, els pòlips solen transformar-se en malignes a l'edat de 39 anys. Aquesta malaltia té un patró d'herència autosòmic dominant i es deu a mutacions en el gen de l'APC.

### Poliposi adenomatosa familiar atenuada (PAFA)
La PAFA es una variant atenuada de la PAF amb una freqüència de mutacions menor en l'APC (5-15 %). Això fa que el gen supressor de tumors no sigui totalment inactiu i, en conseqüència, acostuma a presentar un menor nombre de pòlips (15-100) i una edat d'aparició més tardana, (uns 15 anys més tard). Pel que fa a les bases moleculars de la PAFA, les mutacions es localitzen abans del codó 157, després del codó 1595 i en la regió d'empalmament alternatiu de l'exó 9. A diferència de la variant clàssica, en la forma atenuada els pòlips solen transformar-se en malignes a una edat mitjana de 55 anys.

### Poliposi associada a MYH (PAM)
La PAM es una poliposi associada a una mutació en el gen MUTYH o (MYH), que codifica una proteïna anomenada MYH glicosilasa que està implicada en la reparació de l'ADN. A diferència de la PAF, la PAM està associada a mutacions bial·lèliques i presenta un patró d'herència autosòmic recessiu.

## Diagnòstic
El diagnòstic es fa tenint en compte els antecedents familiars, troballes clíniques i una endoscòpia de l'intestí gros o una colonoscòpia. Es important la detecció precoç de la PAF abans de l'aparició de càncer colorectal per tal de disminuir l'aparició de malignitat.
La colonoscòpia és el mètode electiu i la visualització de més de 100 pòlips guia el diagnòstic. El diagnòstic clínic s'acostuma a confirmar amb una prova genètica per tal de determinar la mutació del gen APC.

## Tractament
L'objectiu del tractament dels pacients és evitar la transformació maligna dels pòlips; per això, el tractament quirúrgic profilàctic és una pràctica habitual. Les dues opcions profilàctiques habituals són la colectomia amb anastomosi ileorectal (IRA) i la proctocolectomia amb anastomosi ileoanal (IPAA). L'IPAA és el tractament d'elecció si el pacient presenta un nombre elevat de pòlips. Tot i així, l'elecció del tipus de cirurgia depèn de diversos factors com l'edat del pacient, la gravetat de la poliposi, el desig gestacional, el risc de desenvolupar desmoides i el lloc de la mutació del gen APC.
Pel que fa a l'administració de tractament farmacològic, es recomana l'ús d'antiinflamatoris no esteroidals (AINE) per tal de reduir la presència i desenvolupament de pòlips. Tot i així, l'administració d'inhibidors selectius de la COX-2 és controvertit pels efectes secundaris que comporta.

## Seguiment
És important fer un seguiment als pacients amb PAF, ja que així es disminueix la incidència del càncer colorectal i la mortalitat associada al càncer colorectal.
En pacients amb PAF clàssica, es recomana fer una sigmoidoscòpia de seguiment cada dos anys en pacients en risc i majors de 10-12 anys. En pacients amb la variant clàssica en risc, es recomana fer una colonoscòpia de seguiment cada dos anys en majors de 18-20 anys. Si al pacient ja li han detectat adenomes, es recomana realitzar una colonoscòpia anual en ambdues variants.